# Bisacodil
Bisacodil (em latim: bisacodylum) é um laxante purgativo que estimula o peristaltismo do cólon e promove a acumulação de água, resultando no amolecimento das fezes e sua liberação. Fármacos purgativos promovem a irritação da mucosa intestinal, podendo, a longo prazo, danifica-la permanentemente.
É uma droga derivada do trifenilmetano.

## Indicações
No favorecimento do ato de defecar ou esvaziamento do cólon para exames.

## Mecanismo de ação
Aumento do peristaltismo da musculatura lisa intestinal, por ação nos plexos intramurais. O medicamento produz acumulação de íons e líquidos no cólon, gerando fezes líquidas. O processo irritativo desencadeado pode, a longo prazo, danificar permanentemente o plexo mioentérico/intramural, fazendo com que o indivíduo perca definitivamente a motilidade intestinal normal. Diante disso, não devem ser utilizados de forma prolongada, apenas em situações esporádicas. Em caso de constipação crônica, procure auxílio médico, sempre lembrando que fármacos laxantes formadores de massa (as fibras) são muito melhores e menos danosas a sua saúde.

## Contra-indicações[5]
- Íleo paralítico
- Obstrução intestinal
- Apendicite aguda
- Desidratação intensa
- Doeças inflamatórias do intestino

## Reações adversas
O Bisacodil pode provocar como reação adversa arritmias cardíacas, cansaço, erupção cutânea e cãibras musculares.

## Efeitos colaterais
Podem ocorrer diarreias, náuseas e eructação. Usado por muito tempo, pode-se desenvolver dependência na função intestinal.